# Trhauma
Trhauma è un film del 1980, diretto da Gianni Martucci.